# Szentmihályi út (XV. kerület)
A Budapest XV. kerületi Szentmihályi út a Régi Fóti út-Rákos út csomópontjától Rákospalotát és Újpalotát összekötve halad a névadó Rákosszentmihályig.

## Fekvése
A Szentmihályi út történelmi kiindulópontja körülbelül a mai Hubay Jenő téren lehetett, vagy legalábbis valamelyik, Rákospalota Öregfalu részével összeköttetést biztosító pontján. Mai kezdőpontja azonban már másutt, a Régi Fóti út-Rákos út-Illyés Gyula utca kereszteződésénél van. Az út a Szilas-patakkal párhuzamosan haladva a Rákospalotai határútig terjed. A Bánkút utcától a Rákospalotai határútig két városrész határát is jelenti: ez az út képezi a választóvonalat Újpalota és Rákospalota között a Bánkút utca és Rákosszentmihály határa közti szakaszán.

## Kialakulása, története
Ősi útról van szó, hiszen Palota első okleveles említése 1346-ból, Szentmihályé pedig 1335-ből származik. Hogy a két település között pontosan mikor alakult ki összekötő út, azt források hiányában nem tudjuk, de a Szilas-patakkal párhuzamosan futó út ábrázolása már 1775-ös térképről is leolvasható - ha nem is pontosan a mai nyomvonallal megegyezően. Mivel Rákosszentmihály a török uralom alatt elnéptelenedett, de 1775-ben az út a térképek szerint már létezett, ezért feltételezhető, hogy a törökök előtti időben (amikor Szentmihály még lakott volt) már létezett ez az összekötő út a két település között. Rákosszentmihály újranépesedéséig az út nem az összekötő jellegénél fogva, hanem a palotaiak Szentmihály-puszta felé eső földjeik elérése miatt volt jelentős. Egy 1925-ben készült, Rákospalota közdűlőútjait számbavevő jegyzék még ekkor is, mint Marhahajtó utat tartja számon, vagyis - bár ekkor már közismerten Szentmihályi út volt a neve - már az összekötő jelleg, a vásárok megközelíthetőségének szempontja volt a domináns (egyébként ugyanebben a dokumentumban közölnek úthosszt is, ami ekkor 4047 méter volt). Rákospalotának a Szentmihályi út környékére eső területei csak az 1920-as, 1930-as években épültek be, s vált a Szentmihályi út is egyre inkább belterületi jellegűvé. Az út vonalvezetése a XX. század első felében vált véglegessé, amikortól már korabeli térképek alapján is látható, hogy a Hubay Jenő tértől a Rákospalotai határútig húzódott. 1978-ban itt kezdődött az M3-as autópálya első szakasza. 2008-ban elkészült az M0-ás körgyűrű keleti szektorának párhuzamosan haladó szakasza, ez csökkentette az addig intenzívebb teherforgalmat.

## Elnevezése
Feltehető, hogy kialakulása idején kapta az útirányjelölő Szentmihályi út elnevezést. Ennek első, dokumentált forrása azonban csak 1868-ban jelenik meg Sz. Mihályi út formában. Ugyanakkor egy 1891-es térkép a Hubay Jenő tér és a Fóti (ma: Régi Fóti)  út-Rákos út csomópontjáig terjedő szakaszt, mint Temető sort jelzi a mellette lévő palotai Öregtemető miatt. 1940-ben a rákospalotai képviselőtestület egyhangú támogatásával nevezték el Adolf Hitlerről a Hubay Jenő tér és a Régi Fóti út közti szakaszt (a magyar névváltozatot használták: Hitler Adolf út). Lényegében ekkor lett a Szentmihályi út kezdőpontja a Hubay tér helyett a Régi Fóti út. 1945-ben a közterületnevek átnevezése során az elsők között változtatták meg a nevét Hitler Adolfról Bajcsy-Zsilinszky utcára. Ennek a szakasznak 1961-ben lett a neve Szőcs Áron utca, majd 2012-ben Illyés Gyula utca. A Szentmihályi út 1946-tól Felszabadulás útjaként (Felszabadulás út formában is) 1991-ig él, amikor a kerületi képviselőtestület a régi név - Szentmihályi út - visszaállításáról döntött.

## Közösségi közlekedés
Az úton - a környék beépítetlen jellege miatt - igen későn jelent meg. 1947-ben a 24-es (ma: 124-es) járat meghosszabbításakor érintette először buszjárat a Szentmihályi utat, és 1973 utolsó napjáig, amikor (a 96-ost) a Szentmihályi út felé vezették, ez volt az egyetlen viszonylat, ami feltárta az út egy szakaszát. Ma a 46-os, 130-as, 146-os, 175-ös, 196-os, 196A, 225-ös, 231-es és 231B jár az úton, de több más buszjárat is keresztezi. Az Újpalotai lakótelep szélén két buszvégállomás található: a Nyírpalota út és a Szentmihályi út elnevezésű.

## Jelentős szobrok, épületek
A Szentmihályi utat - palotai hagyományoknak megfelelően - eredetileg kettős fasor szegélyezte. A fasor megszüntetésére az út kiszélesítésekor került sor, ami az M3-as autópálya bevezető szakaszának építésével függött össze.
- 7. sz. előtt a Kismotor és Gépgyár óvodája előtt állt az út kiszélesítéséig egy kicsinyített másolat a Szabadság-szoborról. Az alumíniumból öntött utcadísz eltűnt.[14]
- Irinyi János laktanya
- 111. sz.: az 1904-ben nyitott Rákospalotai köztemető telke
- 131. sz.: a Pólus Center területe
- 167-169 sz.: a World Mall bevásárlóközpont keleti utcadíszekkel feldobott területe